# Cymindis vaporariorum
Cymindis vaporariorum es una especie de escarabajo de la familia Carabidae.
Mide de 7.5 a 9 mm.

## Distribución geográfica
Se distribuyen por el paleártico: Europa y Asia y el neártico.